# ࣄ
Qāf africain trois points suscrit, ou qāf warsh trois points suscrits, ࣄ, est une lettre additionnelle de l’alphabet arabe utilisée dans l’écriture du haoussa avec l’adjami. Elle est composée d’un qāf warsh ‹ ࢼ ›, dit « qāf africain », avec trois points suscrits.
Comme la qāf africain ou le qāf de l’écriture warsh, ses formes isolée et finale sont n’ont que le trois points additionnel et ses formes initiale et médiane ont un point suscrit comme celles du qāf point suscrit ainsi que le trois points suscrit. 